# Zoran Živković (pallamanista)
Zoran Živković (in serbo cirillico: Зоран Живковић; Niš, 5 aprile 1945) è un ex pallamanista serbo, fino al 1992 jugoslavo.

## Palmarès

### Olimpiadi
- 1 medaglia:
  - 1 oro (Monaco di Baviera 1972)